# Sweet Home (serie televisiva)
Sweet Home (스위트홈?, Seu-witeuhomLR) è un drama coreano di genere horror apocalittico, basata sull'omonimo webtoon di Kim Kan-bi e Hwang Young-chan, che ha registrato oltre 1,2 miliardi di visualizzazioni in rete. La prima stagione, composta da dieci episodi, è stata distribuita su Netflix il 18 dicembre 2020. La seconda stagione è stata distribuita nel 2023. La terza e ultima stagione è stata distribuita nel 2024.
In Italia la serie è stata distribuita su Netflix il 18 dicembre 2020 in lingua originale con sottotitoli in italiano.

## Trama
Agosto 2020. Dopo la morte della propria famiglia in un incidente stradale, il solitario adolescente Cha Hyun-soo si trasferisce in un nuovo appartamento all'interno di un grande, fatiscente e affollato condominio, situato in un quartiere popolare di Seul.
La sua vita tranquilla viene tuttavia presto interrotta da alcuni strani avvenimenti che iniziano a verificarsi nell'edificio, che coinvolgono in primis l'inquilina della porta accanto e il custode del palazzo.
Così, mentre le persone attorno cominciano a trasformarsi in mostri che prendono la forma dei loro desideri nascosti, il giovane e altri residenti devono cercare il modo di sopravvivere.

## Episodi
| Stagione         | Episodi | Prima TV Corea | Prima TV Italia |
| ---------------- | ------- | -------------- | --------------- |
| Prima stagione   | 10      | 2020           | 2020            |
| Seconda stagione | 8       | 2023           | 2023            |
| Terza stagione   | 8       | 2024           | 2024            |

## Personaggi e interpreti
- Cha Hyun-soo, interpretato da Song Kang, è uno studente liceale incline al suicidio che si trasferisce nell'appartamento 1410 del condominio Green Home, dopo che la sua famiglia è morta in un incidente d'auto.
- Pyeon Sang-wook, interpretato da Lee Jin-wook, un uomo misterioso con una cicatrice sul viso, da tutti ritenuto un gangster.
- Seo Yi-kyeong, interpretata da Lee Si-young, un'ex pompiere il cui fidanzato è scomparso due giorni prima del matrimonio. Non si fida facilmente di nessuno ed è un'esperta di arti marziali, per via di trascorsi lavorativi nelle forze speciali.
- Lee Eun-hyuk, interpretato da Lee Do-hyun, studente di medicina e fratello maggiore di Eun-yoo. È il cervello e il leader dei sopravvissuti dell'edificio. Gestisce tutto con calma e decisione razionale. Sembra avere un cuore freddo.
- Lee Eun-yoo, interpretata da Go Min-si, sorella minore di Eun-hyuk ed ex ballerina. Due volte orfana, vive sola con il fratellastro.
- Jung Jae-heon, interpretato da Kim Nam-hee, un insegnante di lingua coreana e devoto cristiano che vive nell'appartamento 1506. Ha per ricordo Hwan-do una spada tradizionale coreana, che userà per difendersi e proteggere gli altri. Si invaghisce a prima vista della nuova vicina Yoon Ji-soo, e accorre più volte in suo soccorso.
- Yoon Ji-soo, interpretata da Park Gyu-young, giovane bassista appena trasferitasi nell'appartamento 1510 del condominio Green Home a seguito del suicidio del proprio ragazzo. Più volte salvata da Jae-heon, che guarda inizialmente con sospetto, si affezionerà a poco a poco a lui.
- Ahn Gil-seob, interpretato da Kim Kap-soo, malato terminale che vive con la sua badante, Park Yoo-ri.
- Park Yoo-ri, interpretata da Go Youn-jung, badante dell'anziano signor Ahn, oltre a dimostrare di avere una formazione come professionista dell'assistenza medica, si rivelerà anche un'ottima tiratrice con la balestra. È asmatica.
- Han Du-sik, interpretato da Kim Sang-ho, un uomo di mezza età legato a una sedia a rotelle ed ex militare, inquilino dell'appartamento 1408. È il vicino di Cha Hyun-soo. Ha talento nel fabbricare armi.
- Kim Suk-hyun, interpretato da Woo Hyun, è il burbero proprietario di un negozio di alimentari al pianterreno dell'edificio, che spesso abusa della sua stessa moglie.
- Ahn Sun-young, interpretata da Kim Hyun, è la moglie di Suk-hyun.
- Cha Jin-ok, interpretata da Kim Hee-jung, una madre che cerca disperatamente di salvare sua figlia, rimasta fuori dall'edificio durante l'apocalisse, finendo per essere testimone della sua morte.
- Kim Su-yeong, interpretata da Heo Yool, bambina di 9 anni, rimasta orfana nel corso dell'apocalisse assieme al fratellino Kim Yeong-Su.
- Kim Yeong-su, interpretato da Choi Go, bimbo di 6 anni e fratellino di Kim Su-Yeong. Non sa ancora leggere.
- Son Hye-in, interpretata da Kim Gook-hee, è una donna di mezza età che porta sempre con sé il suo cucciolo di Pomerania di nome Bom.
- Im Myung-sook, interpretata da Lee Bong-ryun, una madre che ha perso suo figlio quando il passeggino le è sfuggito dalle mani per la strada, finendo in collisione di un camion.
- Choi Yoon-jae, interpretato da Go Geon-han, giovane uomo trovato legato e imbavagliato all'interno del proprio appartamento dopo uno scontro con Pyeon Sang-wook, che egli accusa più volte di essere un ladro.
- Kang Seung-wan, interpretato da Woo Jung-gook, un residente timido e occhialuto.
- Noh Byung-il, interpretato da Lim Soo-hyung, amico di Kang Seung-wan.

## Produzione

### Sviluppo
Il regista Lee Eung-bok conosceva a grandi linee il fine del Webtoon su cui si basa la serie, già prima che l'ultimo capitolo fosse pubblicato nel luglio 2020; tuttavia ha deciso di differire un po' dallo stesso, in quanto trasmesso su una differente piattaforma.
Per la realizzazione della serie è stata spesa la maggior parte del budget a disposizione, con un costo medio di circa 2,7 milioni di dollari per ogni episodio. Per registrare i movimenti dei mostri, tramite motion capture, sono stati scelti il coreografo Kim Seol-jin e il contorsionista Troy James.

### Casting
Sebbene le riprese fossero già iniziate, Netflix ha annunciato ufficialmente il cast completo della serie solo il 18 dicembre 2019, con Song Kang, Lee Jin-wook e Lee Si-young nei ruoli principali e Lee Do-hyun, Kim Nam-hee, Go Min- si, Park Gyu-young, Go Youn-jung, Kim Kap-soo e Kim Sang-ho come parti secondarie dell'ensemble.
Lee Eung-bok ha rivelato che, durante l'audizione di Song Kang, l'attore gli ha ricordato Johnny Depp in Edward mani di forbice, ovvero "un'immagine di qualcuno che ha un'anima pura e innocente ma tiene in mano una lancia". L'attore gli era stato consigliato dal regista di Love Alarm, serie che lo aveva portato alla ribalta nell'agosto 2019.
Il personaggio interpretato da Lee Si-young, invece, non compariva nell'opera originale, ma il regista ha voluto aggiungere un personaggio femminile in grado di realizzare scene d'azione davvero fantastiche; l'attrice è infatti un ex pugile dilettante, che si è allenata per sei mesi prima di girare la serie.
Park Gyu-young ha ammesso di non aver avuto grandi speranze di essere scelta per la serie, ma subito dopo aver lasciato il set dell'audizione, il regista l'ha chiamata per dirle di portar via con sé una copia della sceneggiatura.

### Riprese
Le riprese sono iniziate a settembre 2019 e sono state completate a febbraio 2020. Il set si estendeva su 11.500 metri quadrati, nei quali è stato girato più del 90% della serie.

### Effetti visivi
Per lo sviluppo degli effetti visivi della serie, sono stati reclutati i designer di Legacy Effects, VFX Studio Westworld e Spectral Motion, che avevano lavorato a film come Avengers e Avatar, nonché alle serie televisive Il Trono di Spade e Stranger Things.

## Distribuzione
Il 18 novembre 2020, Netflix ha rilasciato il trailer della serie, annunciando che Sweet Home sarebbe stato presentato in anteprima il 18 dicembre dello stesso anno.
In Italia la serie è stata distribuita in lingua originale con sottotitoli in italiano.
Nel giugno 2022, la serie è stata riconfermata per altre due stagioni.

## Accoglienza
Sweet Home è la prima serie sudcoreana a entrare nella Top 10 di Netflix negli Stati Uniti, raggiungendo la terza posizione. Tre giorni dopo il suo rilascio, la serie si è classificata al primo posto in otto regioni ed è stata inclusa nella Top 10 in altre quarantadue.
La serie è stata elogiata dagli spettatori per i suoi effetti visivi di alta qualità e le profonde connessioni umane tra i personaggi. Tuttavia, molti hanno criticato la mancanza di mostri negli ultimi episodi della prima stagione. A questo proposito, il regista Lee Eung-bok ha detto di sapere che alcuni degli spettatori si aspettavano altro sangue, ma sperava anche che capissero il perché i mostri fossero assenti in alcune parti del dramma.